# أربة خيطية

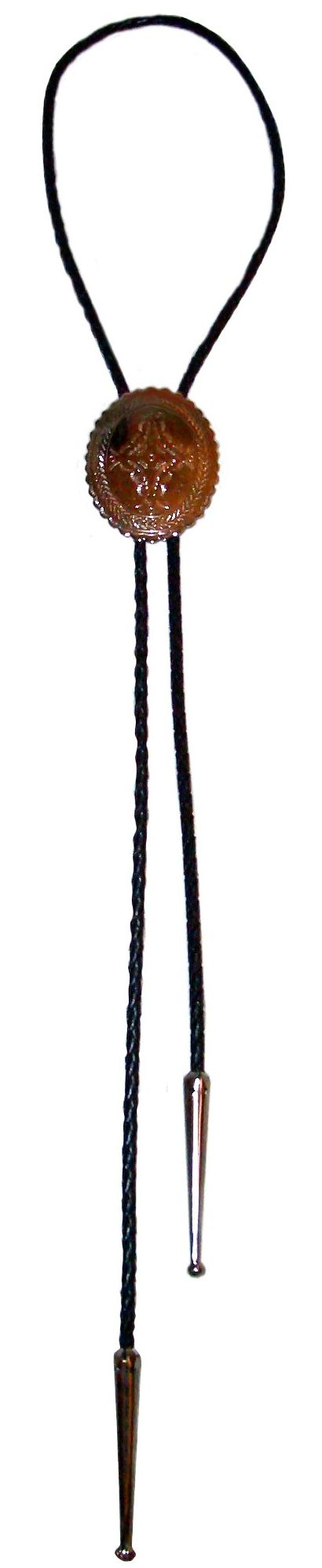
أربة خيطية.

الأربة الخيطيّة أو ربطة عنق بولو (ربطة عنق بولا أو ربطة العنق الضيقة) هي نوع من ربطات العنق تتكون من قطعة من الحبل أو جلد مضفر مع أطراف معدنية مزخرفة ومثبتة بمشبك أو شريحة زينة.
يمكن صنع البولو باستخدام أشياء مسطحة مثل دبابيس السيدات أو العملات المعدنية أو الأحجار المصقولة أو فتاحات الزجاجات أو مغناطيس الثلاجة. الحبال الجلدية والحبال والمشابك المتوفرة على نطاق واسع من شركات توريد المجوهرات.

## الانتشار
في الولايات المتحدة، ترتبط روابط البولو على نطاق واسع بالملابس الغربية وهي أكثر شيوعًا بشكل عام في المناطق الغربية من البلاد. كانت شرائح ربطة عنق بولو المصنوعة من الفضة جزءًا من تقاليد صناعة الفضة في هوبي، ونافاجو، وزوني، وبويبلوان منذ منتصف القرن العشرين. 

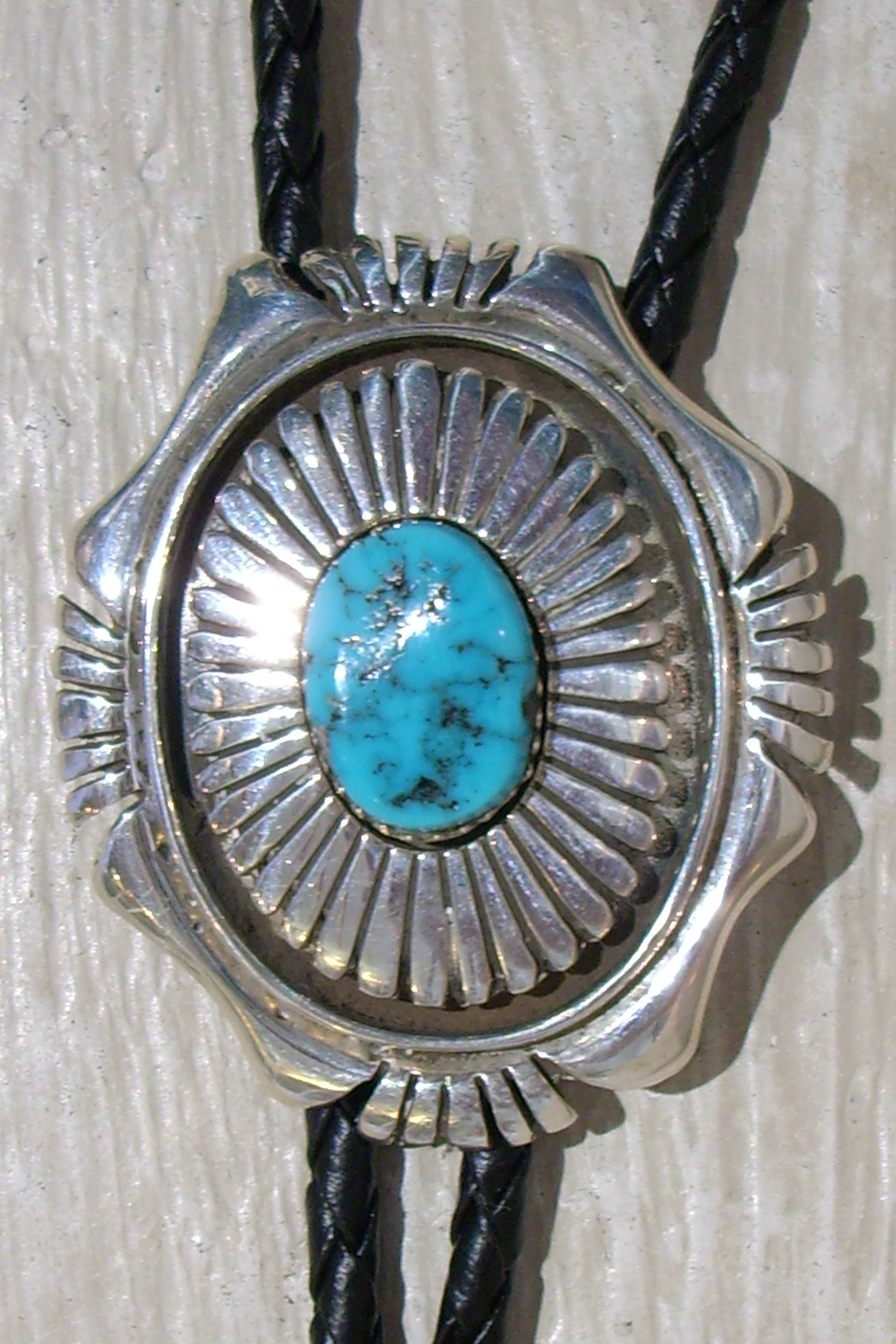
مجوهرات نافاجو على ربطة عنق بولو

ربطة عنق بولو هي لباس الرقبة الرسمي في ولاية اريزونا منذ عام 1971. أقرت نيو مكسيكو إجراءً غير ملزم بتعيين البولو على أنه لباس العنق الرسمي للولاية في عام 1987. في 13 مارس 2007، وقع حاكم ولاية نيو مكسيكو بيل ريتشاردسون على أن ربطة العنق هي لباس العنق الرسمي للولاية. أيضا في عام 2007، تم المثل في ولاية تكساس.
في المملكة المتحدة، تُعرف روابط بولو باسم ربطات بوت لاس.حيث اشتهرت مع تيدي بويز في الخمسينيات من القرن الماضي. 
عادت ربطة العنق كموضة في خريف عام 1988 عندما كان نجوم هوليوود من الذكور  كثيرا ما يرتدونها. وباعت المتاجر خيارات متعددة لجميع المناسبات.
خلال الثمانينيات والتسعينيات من القرن الماضي، تم بيع ربطات البولو، التي كان بعضها أنيق ومكلف، في اليابان وكوريا والصين. كان لبعضها حبال فاخرة مصنوعة يدويًا. ارتفعت المبيعات في الخارج بشكل كبير بعد السبعينيات؛ كان هذا بسبب الفائض من الولايات المتحدة، حيث توقفت الموضة في الثمانينيات.
خلال موسم 2013 لكرة القدم الأمريكية، استحوذ فيليب ريفرز، لاعب الوسط في سان دييغو تشارجرز، على اهتمام وسائل الإعلام لاستخدامه المتكرر لربطات البولو. 

## أصل الربطة
يدعي فيكتور إيمانويل سيدارستاف من ويكنبرق، أريزونا أنه اخترع ربطة العنق في أواخر الأربعينيات من القرن الماضي وحصل لاحقًا على براءة اختراع لتصميم الشرائح. 